# Furodon
Furodon is een geslacht van uitgestorven roofzoogdieren uit de onderfamilie Hyainailourinae van de Hyaenodontidae die tijdens het Eoceen in Afrika leefde.

## Fossiele vondsten
Fossielen van Furodon zijn gevonden in Jebel Chambi in Tunesië en Gour Lazib in Algerije. De Algerijnse vondsten hebben een ouderdom van 49 tot 45 miljoen jaar.

## Kenmerken
Furodon was een uitgesproken carnivoor met het formaat van een marter met een geschat gewicht van 1,9 kg. 